# Секуба Конате
Секуба Конате (нар. 6 червня 1964) — офіцер гвінейської армії, віцепрезидент та виконувач обов'язків президента за часів правління військової хунти на чолі з Національною радою за демократію та розвиток.

## Життєпис
Народився у місті Конакрі 1964 року в родині народності мандінка. 1990 року закінчив Бельгійську Королівську військову академію у марокканському місті Мекнес. Хворіє на невідому хворобу, що, можливо, пов'язана з печінкою.

### Військова кар'єра
За військову доблесть у бою Конате отримав прізвисько «El Tigre» (Тигр). Пройшов повітряно-десантну підготовку, брав участь у багатьох битвах упродовж 2000–2001 років. У зв'язку з цим він мав значну підтримку для того, щоб стати одним із лідерів хунти. Таку популярність у народі він має й дотепер. У жовтні 2021 року звільнений з армії.

### Політична кар'єра
У грудні 2008 року після тривалої хвороби помер президент Лансана Конте. Наступного дня Мусса Даді Камара оголосив, що Гвінеєю править військова хунта на чолі з ним. Конате, втім, зажадав також правити хунтою, тому Камарі довелось кидати жереб із ним, щоб визначити, хто буде президентом. Зрештою Конате отримав пост віцепрезидента, а також міністра оборони країни.
3 грудня 2009 року на Камару скоїли замах. Після цього президента перевезли на лікування до Марокко, а Конате очолив країну. Поки Камара перебував на реабілітації, американський уряд висловив побажання, щоб Конате офіційно очолив хунту.
21 грудня 2010 року Конате організував демократичні вибори, внаслідок яких пост президента посів Альфа Конде. Водночас Конате призначили головою збройних сил Африканського союзу.